# Lait fermenté

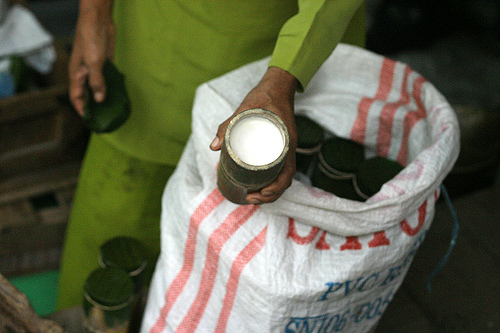
Dadiah, lait fermenté traditionnel en Indonésie

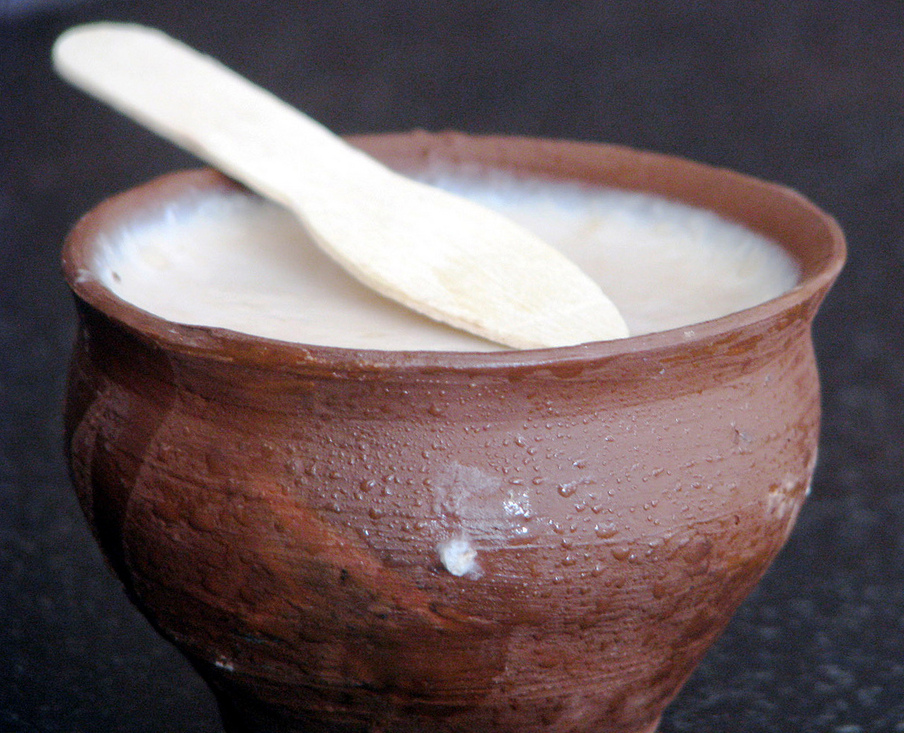
Dahi sucré (Mitha dahi (मीठा दही)), dans l'est de l'Inde

Les laits fermentés (ou lait aigre, lait caillé) sont des produits laitiers obtenus par la fermentation du lait, dont les levains (micro-organismes) sont vivants, actifs et abondants (sauf si le produit a subi un traitement thermique après la fermentation).

## En France
Les laits fermentés sont fabriqués avec tous types de lait (vache, chèvre… ; écrémé, poudre…) ayant subi un traitement thermique (pasteurisation) et ensemencés avec les micro-organismes caractéristiques à chaque produit. Trois genres de bactéries lactiques sont utilisés : les lactobacilles (Lactobacillus delbrueckii subsp. bulgaricus, L. acidophilus et L. casei), les lactocoques (Lactococcus lactis) et les bifidobactéries (Bifidobacterium bifidum et B. longum).
Dans la réglementation française, l'appellation « yaourt », lait fermenté particulier, est un lait qui doit être ensemencé avec Streptococcus thermophilus et Lactobacillus delbrueckii subsp. bulgaricus. Celles-ci doivent rester vivantes dans le produit consommé, avec au moins 10 millions par gramme, c'est-à-dire que les traitements thermiques après la fermentation sont interdits. D'autres pays font usage de traitement thermique, tuant les bactéries (Allemagne, Espagne). La définition du produit est propre à chaque pays.
La crème fraîche est un produit laitier fermenté classé dans les matières grasses.

## Autres laits fermentés
Le lait fermenté contient son lactosérum, son élimination (égouttage) donne le lait fermenté concentré, qui est, dans l'industrie laitière, un lait fermenté avec une teneur en protéines de 5,6 % minimum, par ajout avant ou après la fermentation. Ce sont également les produits traditionnels comme le stragisto (yaourt égoutté), labneh, ymer (en) et ylette.
Les laits fermentés aromatisés sont composés d'un maximum de 50 % (m/m) d'ingrédients non laitiers (édulcorants, jus ou purée de fruits, légumes, céréales, épices, arômes…).
Les boissons à base de lait fermenté sont un mélange de lait fermenté (minimum 40 pour cent (m/m)) et d'eau (avec ou non ajout d'autres ingrédients).
Les produits fabriqués à partir de lait fermenté ayant subi un traitement thermique après fermentation sont désignés par « Lait fermenté ayant subi un traitement thermique ».

## Différents laits fermentés dans le monde

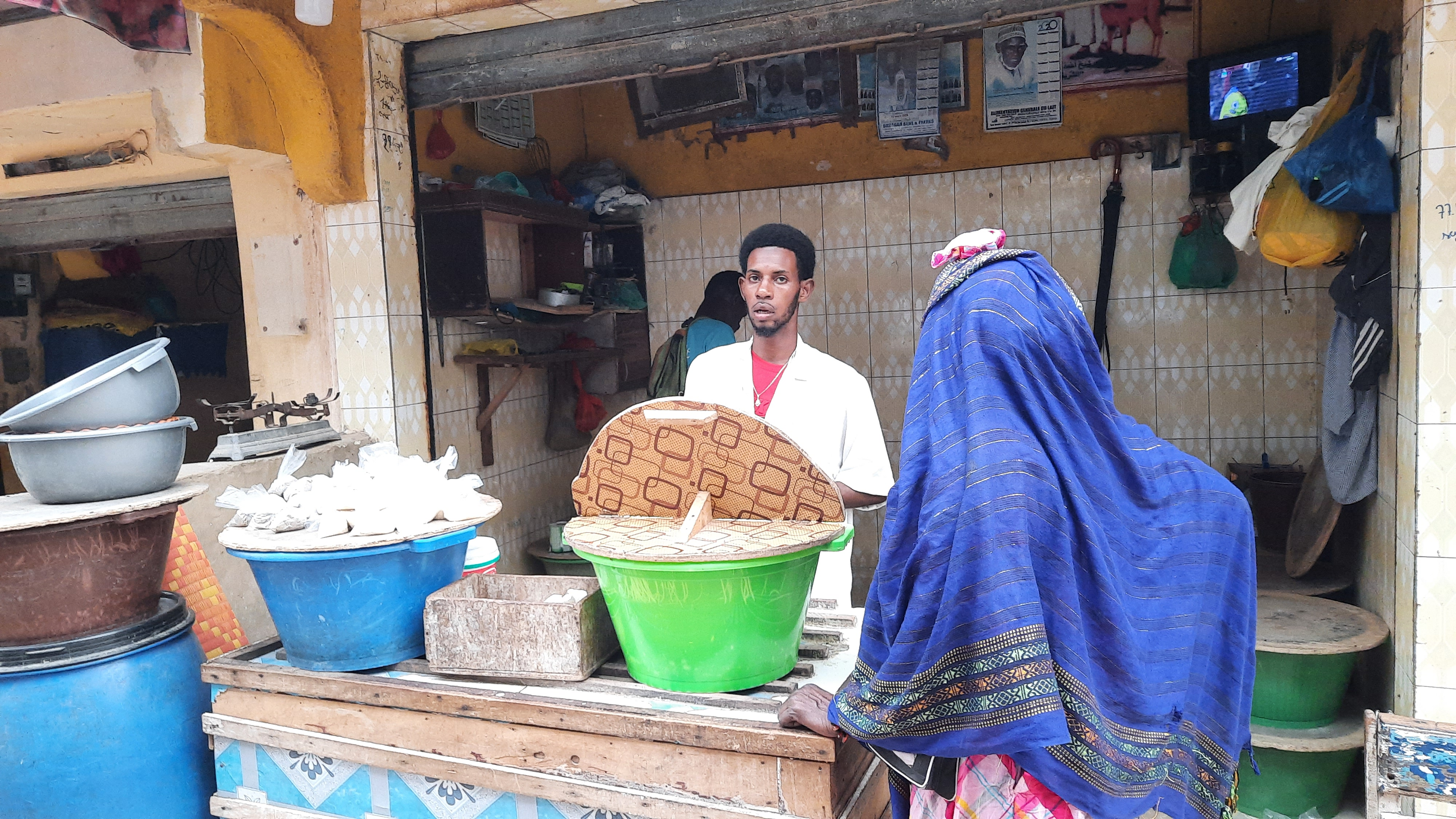
Vendeur de lait caillé au Sénégal.

La consommation de lait est liée à la domestication des animaux, il y a plus de 9000 av. J.-C., et la fermentation permet sa conservation.
Le lait aigre est un lait fermenté naturellement un à deux jours à la température ambiante, sans couvercle, sous l'action acidifiante de bactéries adventices, des streptocoques et lactobacilles. Pour la commercialisation, il est réalisé par l'ajout de cultures bactériennes spécifiques dans du lait bouilli ou pasteurisé.
Dans de nombreux pays, le lait fermenté s'inscrit dans une tradition séculaire. Selon le type de fabrication et de ferments utilisés, les produits obtenus peuvent avoir des saveurs et une texture très différentes :
| Nom                             | Pays d'origine ou supposé | Description                                                                             | Ferments |
| ------------------------------- | ------------------------- | --------------------------------------------------------------------------------------- | --- |
| Caillé                          | France                    | Aliment ferme, saveur douce et agréable, arôme identique au lait qui a été mis en œuvre | Streptococcus thermophilus et Lactococcus lactis |
| lait ribot                      | France                    | Produit liquide, saveur acidulée, arôme caractéristique                                 | Streptococcus thermophilus et Lactococcus lactis |
| yaourt                          | Asie, Balkans             | Produit ferme ou brassé, acide, arôme caractéristique                                   | Streptococcus thermophilus et Lactobacillus delbrueckii subsp. bulgaricus |
| Yaourt à base d’autres ferments |                           | Produit ferme, brassé ou liquide                                                        | Streptococcus thermophilus et Lactobacillus sp. et/ou Bifidobacterium sp. |
| dahi (दही)                       | Inde                      | Produit ferme, brassé, ou liquide, saveur agréable, acide ou peu                        | Streptococcus thermophilus, Lactobacillus delbrueckii subsp. bulgaricus, Lactococcus lactis biovar. diacetylactis, Leuconostoc sp. |
| Dahi (en)                       | (dahi indonésien)         |                                                                                         | Weissella paramesenteroides (ex Leuconostoc paramesenteroides), Lactobacillus plantarum, Enterococcus faecium, levures (Endomyces lactis...),                                                                                                 |
| filmjölk (en)                   | Suède                     | Boisson brassée visqueuse, saveur acidulée                                              | Lc. lactis, Lc. cremoris, Lc. diacetylactis, Leuconostoc mesenteroides cremoris |
| gros lait                       | France                    | Produit ferme, légèrement visqueux                                                      | |
| kéfir                           | Caucase                   | Boisson brassée, consistance crémeuse, arôme et goût caractéristique (CO2)              | Lc. lactis, Lc. cremoris, Lactobacillus kefiri, Lactobacillus casei, Lactobacillus acidophilus, Leuconostoc sp. et Acetobacter, levures (Kluyveromyces marxianus et Saccharomyces unisporus, Saccharomyces cerevisiae, Saccharomyces exiguus) |
| koumis                          | Asie centrale             | Boisson pétillante, acide, goût rafraîchissant et arôme caractéristique                 | Lactobacillus delbrueckii subsp. bulgaricus, Lactobacillus acidophilus, levures (Kluyveromyces marxianus) |
| lait à l’acidophilus            | États-Unis                | Produit ferme, brassé ou liquide, faible arôme                                          | Lactobacillus acidophilus |
| lassi                           | Inde                      | Boisson laitière aigre diluée à l'eau, salée, épicée ou sucrée                          | Lactococcus subsp, Lactobacillus subsp., Leuconostoc subsp., (levures) |
| leben                           | Maghreb, Moyen-Orient     | Produit ferme ou brassé, goût et arôme agréable                                         | Streptococcus thermophilus, Lactobacillus delbrueckii subsp. bulgaricus, Lactobacillus acidophilus, Lactococcus lactis, levures |
| rayeb                           | Maghreb                   | Lait fermenté entier sans barattage, aspect ferme, saveur acidulée et goût agréable     | Lactococcus lactis , Lactobacillus acidophilus , Streptococcus thermophilus |
| viili                           | Finlande                  | Produit brassé visqueux, acidulé et goût agréable                                       | Lc. lactis, Lc. cremoris, Lc. diacetylactis, Leuconostoc mesenteroides subsp. dextranicum, moisissure (Geotrichum candidum) |
| Câilles                         | Québec                    | Produit brassé et liquide, saveur légèrement acidulée                                   | |

Lait aigre « filant »
- filmjölk (sv) et långmjölk (Suède)
- pitkäpiimä (sud-ouest de la Finlande)
- tâttmjôlk, lait de grassette

Lait fermenté ; lait fermenté concentré ; babeurre
- da-ra (Tibet)
- lait ribot (laezh-ribod en Breton ; lèt ribot, lèt ribotë, lèt baratë, lèt mâri ou encore lèt de beure en Gallo), typique du sud de la Bretagne.
- lassi, sous-produit issu du barattage du dahi, parfois dilué à l'eau (salé ou sucrée). Inde, Pakistan, Népal (mahi)
- súrmjólk (Islande)
- aïran (Asie centrale) :
  - airan bulgare, ayran
  - airan russe, ujutku, kéfir
  - airan turc, ayran ; doogh (Iran)
- laban rayeb ou laban matrad (Égypte), lait fermenté naturellement dans des pots en terre cuite, dont on obtient par gravité une crème sur un lait écrémé fermenté.
- rayeb (râïb en arabe), au Maghreb, est un lait cru fermenté naturellement (+ 18 h) jusqu'à la gélification. On peut obtenir après un barattage (adjonction d'eau), le leben (lben en arabe[8]) et le beurre[9] (zebda beldia).
  - laban ou leben, (pays d'origine inconnu) produit en Afrique du Nord et en Arabie.
  - lebné ou labné (labneh), au Liban, est issu du leben (yaourt) (lait préalablement bouilli ensemencé de robb (lében de la veille) et étuvé 3 h). Le leben est égoutté et donne un lait fermenté concentré (yaourt concentré) appelé lebné[10].
- dahi (दही) (en sanskrit : dadhi (दधि)) en Inde, Pakistan, Birmanie (origine précise inconnue) ; dein chin au Népal ; sho au Bhoutan ; dahee en Guyana ; dadiah au Sumatra occidental ; sert également à la fabrication du ghî, reste alors le chhash (Inde).
- gioddu (Sardaigne)
- gwell (Bretagne, en France)
- katyk (Azerbaïdjan, Kazakhstan)
- kosam, kaadam, tufam (Peuls du Sénégal)
- Ikivuguto, (Rwanda)
- matsoni (Géorgie)
- madzoun (Arménie)
- skyr (Islande)
- tarho et sostej (Hongrie)
- ymer (en) (Danemark)
- zho (Tibet)
- žinčica (ex Tchécoslovaquie)

Lait fermenté de chamelle
- chal (Turkménistan)
- khoormog (Mongolie)
- shubat (Kazakhstan)

Lait fermenté de jument
- aïrag (Mongolie)
- koumis (Russie)

Marques commerciales
- Actimel
- Activia
- Biokys (ex Tchécoslovaquie)
- Calpis, Yakult (Japon)
- Yop (France)

## Propriétés du lait fermenté
La fermentation est une réaction biochimique qui fait intervenir la lactase, une enzyme qui transforme une partie du sucre du lait, le lactose (dont la digestion peut être difficile pour certaines personnes), en acide lactique, d'où le goût acide des laits fermentés. C'est pourquoi certains produits de lait fermenté peuvent être consommés par les personnes intolérantes au lactose. Cependant le yaourt est le mieux supporté du fait de la présence de Lactobacillus delbrueckii subsp. bulgaricus.
Les animaux laitiers consommant des aliments contaminés par l'aflatoxine B1 entraînent une toxicité du lait (AFM1). Une étude constate que la consommation de lait fermenté leben (Algérie), même à base de lait cru, contrairement au lait, ne provoque pas, ou peu, de risque d'être intoxiqué par l'AFM1. La bactérie lactique mésophile Lactococcus lactis subsp. lactis pure ou combinée avec Lactococcus lactis subsp. lactis biovar. diacetylactis, du lben marocain, agit favorablement contre l'aflatoxine M1 (destruction totale en 24h) non pas par la présence de nisine, celle-ci n'ayant aucun effet, mais par une dégradation enzymatique.